# G

Litera Gg scrisă cu fontul „School Script Dashed”.

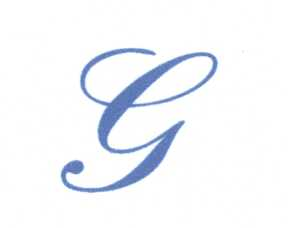
Majuscula G

Minuscula g

G este a șaptea literă din alfabetul latin și a noua din alfabetul limbii române. În limba română G poate nota trei sunete distincte:
- în grupurile de litere ge și gi este o consoană africată postalveolară sonoră, notată fonetic [ʤ];

- în grupurile de litere ghe și ghi este o consoană oclusivă palatală surdă notată fonetic [ɟ];

- în toate celelalte situații este o consoană oclusivă velară surdă notată fonetic [ɡ].

Ultimele două variante de pronunțare nu sînt diferite fonemic.

## Alte reprezentări
| Alfabetul fonetic NATO | Codul Morse |
| Golf                   | ––·         |

|                                                 |                     | ⠛       |
| Sistemul de semnalizare maritimă internațională | Alfabetul semaforic | Braille |

Lista cuvintelor cu litera G este disponibila pe: http://dexonline.net/litera/g